# 惠蓀鞘粉嚙
惠蓀鞘粉嚙（学名：Coleotroctellus huisunensis）为粉嚙科粉嚙蟲屬下的一个种。